# Heinz Braun (Maler)

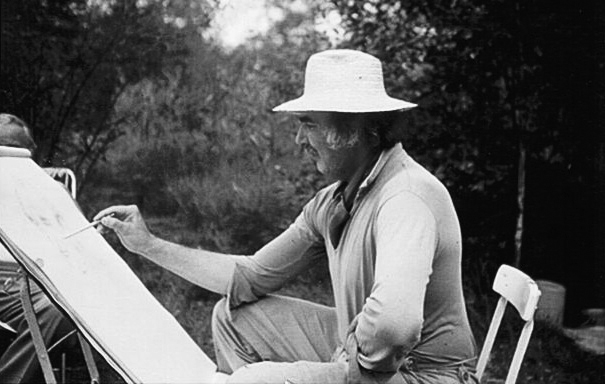
Roswitha Pross: Heinz Braun (ohne Jahr)

Heinz Braun (* 12. Januar 1938 in München; † 21. Februar 1986 ebenda) war ein deutscher autodidaktischer Maler.

## Leben
Heinz Braun war im Brotberuf Postbote in Germering bei München. Seit 1951 widmete er sich als Autodidakt aber zunehmend der Malerei, anfangs gegenständlich dann immer eigenwilliger und ausdrucksstärker. Seinerzeit bestand auch Kontakt zu der Münchener Künstlergruppe „Kollektiv Herzogstrasse“, woraus eine Gemeinschaftsarbeit mit Helmut Sturm sowie mehrere Gemeinschaftsarbeiten mit Thomas Niggl hervorgingen. Heinz Braun malte seine stark expressiven Bilder selbst bei Wind und Schnee draußen in der Natur, wo er Erde vom Acker oder auch Kuhmist von der Weide mit der Malfarbe kombinierte. Die starke Verbundenheit zur Landschaft prägte ihn auch außerhalb Bayerns bei seinen Aufenthalten in Korsika, Santorin und Römö in Dänemark.
1974 lernte er den Regisseur Herbert Achternbusch kennen und spielte in mehreren seiner Filme.
Einem größeren Publikum wurde er im Jahr 1982 durch einen elfseitigen Artikel in der Zeitschrift Stern bekannt, in dem er unter die Neuen Wilden gefasst wurde. Es folgten nationale (Ignaz-Günther-Haus, München 1983, Galerie Beck, Erlangen 1984, Galerie Thomas München 1985 etc.) sowie internationale Ausstellungen, wie die in der Galerie PON Zürich 1983 und die in der Ponova Gallery Toronto in Kanada 1983. Zuletzt lebte Heinz Braun in Dachau.
Nachdem bei Heinz Braun 1982 Krebs diagnostiziert wurde, malte er umso besessener weiter und setzt sich in seinen Bildern mit der Krankheit auseinander, schöpfte aber daraus auch bis zuletzt Lebensmut.
Als Heinz Braun 1986 seiner Krankheit erlag, widmeten das Stadtmuseum München und die Kunsthalle Emden Heinz Braun 1988 Einzelausstellungen. In der Kunsthalle Emden sind die letzten im Münchner Klinikum entstandenen Arbeiten, der „Zyklus Großhadern“, auf Dauer ausgestellt. Weitere Arbeiten befinden sich heute in den Sammlungen des Stadtmuseums München, des Lenbachhauses München, in mehreren Firmen-Stiftungen sowie in vielen Privatsammlungen. Die Stadt Germering hat einen Saal der Stadthalle nach ihm benannt.
2013 gab es eine große Gedächtnisausstellung zu seinem 75. Geburtstag im Kunst- und Gewerbeverein Regensburg. 2018/19 widmete das Museum Fürstenfeldbruck mit einer umfassenden Werkschau Heinz Braun eine Gedächtnisausstellung zu seinem 80. Geburtstag. Bis heute folgen weitere Galerieausstellungen. Das Gesamtwerk einschließlich Skizzen wird auf ca. 750 Arbeiten geschätzt.

## Werke (Auswahl)

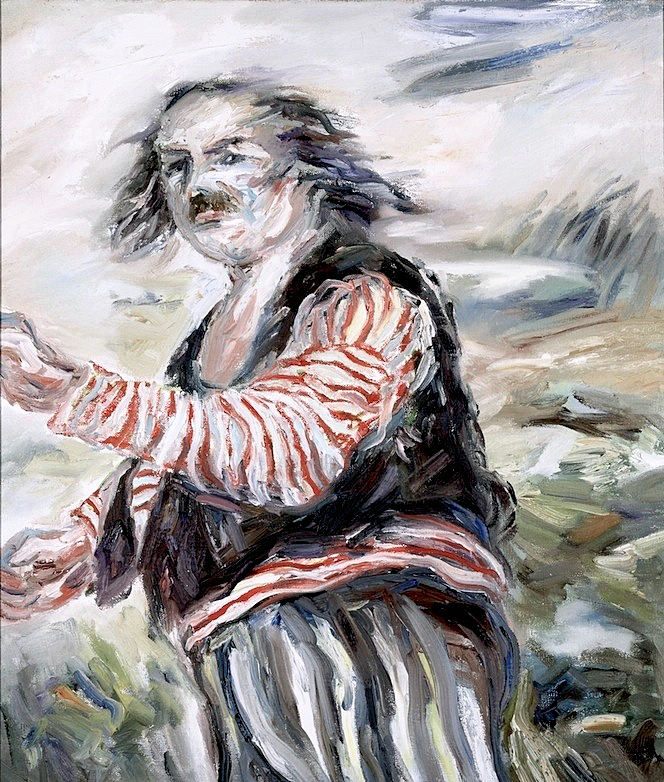
Faschingsprinz (Selbstporträt) 1978
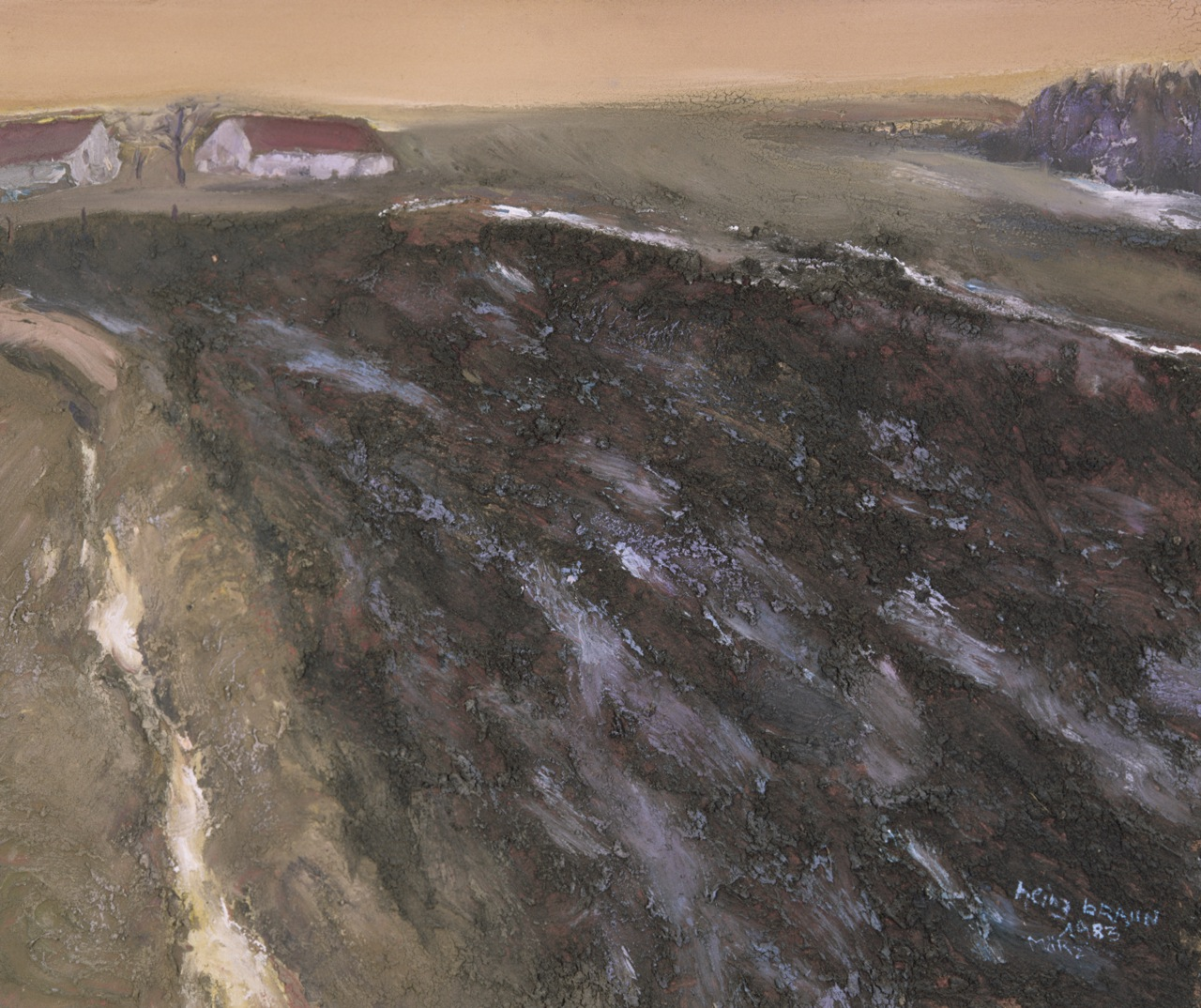
Acker im März 1983
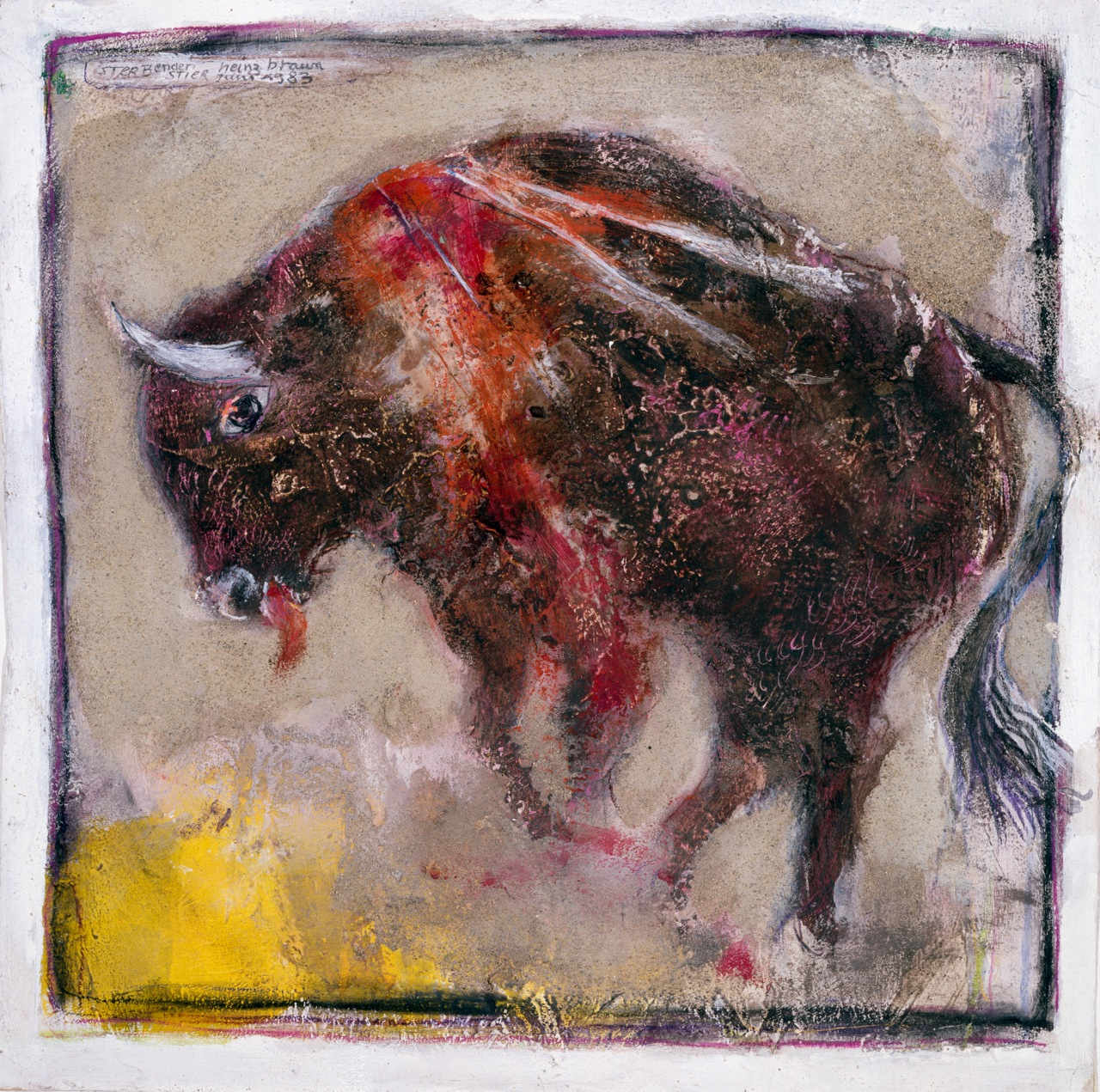
Sterbender Stier 1983

## Öffentliche Sammlungen
- Städt. Galerie im Lenbachhaus und Kunstbau München
- Museen der Stadt Regensburg
- Städt. Galerie im Cordonhaus Cham
- Museen der Stadt Dachau
- Stadt Germering
- Stadtmuseum München
- Kunsthalle Emden
- Museum für aktuelle Kunst – Sammlung Hurrle Durbach bei Offenburg
- Museum Fürstenfeldbruck[2]

## Ausstellungen (Auswahl)
- 2023: Die Erde verreist (Bilder und Zeichnungen von Heinz Braun (1938–1986))[3], Holbeinhaus Augsburg
- 2018: Ein Eigener sein (Leben und Werk des Heinz Braun (1938–1986))[1], Museum Fürstenfeldbruck
- 2016 Galerie Konrad Oberländer Augsburg
- 2016 Galerie Klaus Lea München
- 2015 Galerie van de Loo Projekte München
- 2013 Kunst und Gewerbeverein Regensburg
- 2009 Galerie Klaus Lea München
- 2006 Stadthalle Germering
- 1994 Hart-Galerie Germering
- 1989 Universität und Kulturamt der Stadt Osnabrück
- 1988 Stadtmuseum München
- 1988 Kunsthalle Emden
- 1987 Städtische Galerie im Cordonhaus, Cham
- 1987 Kunstbetrieb e. V., Dachau
- 1986 Ignaz-Günther-Haus, München
- 1985 Galerie THOMAS, München
- 1985 Kaufhaus Kunst, München
- 1984 Galerie LOFT, München
- 1984 Galerie Gegenwart, Straubing
- 1984 Galerie Beck, Erlangen
- 1983 Galerie Risse, Hochstadt-Wessling
- 1983 Ignaz-Günther-Haus, München
- 1983 Ponova Gallery, Toronto Kanada
- 1982/83 Galerie Nicoline Pon, Zürich
- 1980 „Die Klappe“ München
- 1979 Galerie LOFT, München
- 1978 Alte Schule, Germering

## Filmografie (Auswahl)
- 1975: Das Andechser Gefühl
- 1976: Die Atlantikschwimmer
- 1977: Bierkampf
- 1978: Servus Bayern
- 1978: Der junge Mönch
- 1979: Der Komantsche